# Mohamed Essam (Fußballspieler)
Mohamed Essam (arabisch محمد عصام الدين, DMG Muḥammad ʿIṣām ad-Dīn, * 1. Januar 1994 in Kairo) ist ein ägyptisch-polnischer Fußballspieler.

## Karriere
Mohamed Essam erlernte das Fußballspielen in den ägyptischen Jugendmannschaften vom Arab Contractors SC und dem Wadi Degla SC. Hier unterschrieb er am 1. Januar 2013 auch seinen ersten Vertrag. Bei dem Verein aus Kairo stand er bis Ende Juli 2013 unter Vertrag. Ende Juli 2013 ging er nach Polen, wo er sich der zweiten Mannschaft von Legia Warschau anschloss. Im März 2014 kehrte er in seine Heimat zurück, wo er bis Januar 2016 für den Ismaily SC und den Al Nasr SC spielte. Ende Januar 2016 zog es ihn wieder nach Polen. Hier stand er von Januar 2016 bis Februar 2017 bei den Drittligisten Nadwiślan Góra aus Góra und Stal Stalowa Wola aus Stalowa Wola unter Vertrag. Mitte Februar 2017 wechselte er in die zweite Polnische Liga. Hier schloss er sich dem MKS Kluczbork aus Kluczbork an. Für den Zweitligisten absolvierte er 13 Zweitligaspiele. Ende Juli 2017 ging er wieder nach Ägypten, wo ihn der El-Entag El-Harby für ein Jahr unter Vertrag nahm. Die Saison 2018/19 spielte er beim polnischen Drittligisten Górnik Łęczna in Łęczna. Von August 2019 bis Ende Dezember 2021 spielte er für die ägyptischen Vereine al-Mokawloon al-Arab, National Bank of Egypt SC und dem Eastern Company SC. Von Januar 2022 bis Ende Juni 2022 war er vertrags- und vereinslos. Der Nakhon Pathom United FC, ein Zweitligist aus Thailand, nahm ihn Ende Juni unter Vertrag. In der Hinrunde 2022/23 absolvierte er für den Verein aus Nakhon Pathom elf Zweitligaspiele. Zur Rückrunde wechselte er im Januar 2023 zum ebenfalls in der zweiten Liga spielenden Trat FC. Am Ende der Saison 2022/23 feierte er mit Trat die Vizemeisterschaft und den Aufstieg in die erste Liga. Nach dem Aufstieg wurde sein Vertrag nicht verlängert. Im Juni 2023 ging er nach Vietnam. Hier schloss er sich dem Erstligisten Viettel FC an. Am 20. August 2023 stand er mit Viettel im Endspiel des vietnamesischen Pokals. Hier verlor man gegen den Erstligisten FC Thanh Hóa im Elfmeterschießen. Nach insgesamt 17 Ligaspielen wurde sein Vertrag im Sommer 2024 nicht verlängert. Von Mitte Juli 2024 bis Mitte Juli 2025 war Essam vertrags- und vereinslos. Am 11. Juli 2025 kehrte er nach Thailand zurück. Hier unterschrieb er einen Vertrag bei seinem ehemaligen Verein Trat FC.

## Erfolge
Trat FC
- Thailändischer Zweitligavizemeister: 2022/23  ▲

Viettel FC
- Vietnamesischer Pokalfinalist: 2023